# Обретённое время (фильм)
«Обретённое время» (фр. Le Temps retrouvé) — французская кинодрама режиссёра Рауля Руиса 1999 года.

## Сюжет
Фильм снят по мотивам одноимённого последнего романа эпопеи «В поисках утраченного времени» Марселя Пруста. Прикованный к постели Марсель, перелистывая фотоальбом, вспоминает прошедшую жизнь.

## В ролях
- 4 актёра по возрастам (ребёнок: Жорж Дю Френ, подросток: Пьер Миньяр, взрослый: Марчелло Мазарелло, постаревший: Андре Энжель) — Марсель
- Катрин Денёв — Одетта де Креси
- Эммануэль Беар — Жильберта
- Венсан Перес — Морель
- Джон Малкович — барон де Шарлю
- Паскаль Греггори — Робер де Сен-Лу
- Жоржетта Бастьен-Вона — графиня де Марсант, мать Робера
- Мари-Франс Пизье — мадам Вердюрен
- Эрве Пьер — г-н Вердюрен
- Кьяра Мастроянни — Альбертина
- Эдит Скоб — герцогиня Германтская
- Жан-Клод Жей — герцог Германтский
- Эльза Зильберштен — Рахиль (Рашель)
- Кристиан Вадим — Альбер Блок
- Бернард Паутрат — Шарль Сван
- Филипп Морье-Жену — доктор Котар
- Доминик Лабурье — Леонтина, жена доктора Котар
- Элен Сюржер — Франсуаза
- Лоранс Феврие — мать Марселя
- Серж Декраме — отец Марселя
- Жак-Франсуа Зеллер — дед Марселя
- Жан-Франсуа Бальмер — Адольф, двоюродный дед Марселя
- Люсьен Паскаль — принц Германтский
- Моник Кутюрье — маркиза де Вильпаризи
- Жак Пьейе — Жюпьен
- Ален Рему — г-н Бонтан
- Иза Меркюр — мадам Бонтан